# Maskinstationen
Maskinstationen er en dansk dokumentarfilm fra 1987.